# グリーンズバーグ駅
グリーンズバーグ駅（英語：Greensburg Station）は、ペンシルベニア州グリーンズバーグ ハリソン・アヴェニューおよびセトン・ヒル・ドライブにある駅。アムトラックの駅で、ピッツバーグの東およそ50kmの場所に位置している。市のちょうど北にあり、アムトラックのペンシルバニアンのみ停車する。また、バスの乗り換えが出来るのも特徴である。

## 利用可能な鉄道路線／列車
アムトラックキーストン回廊のグリーンズバーグ駅に停車する列車は下記の通り。
ピッツバーグとニューヨーク間の昼行長距離列車ペンシルベニアン号…1日1往復停車

## ギャラリー

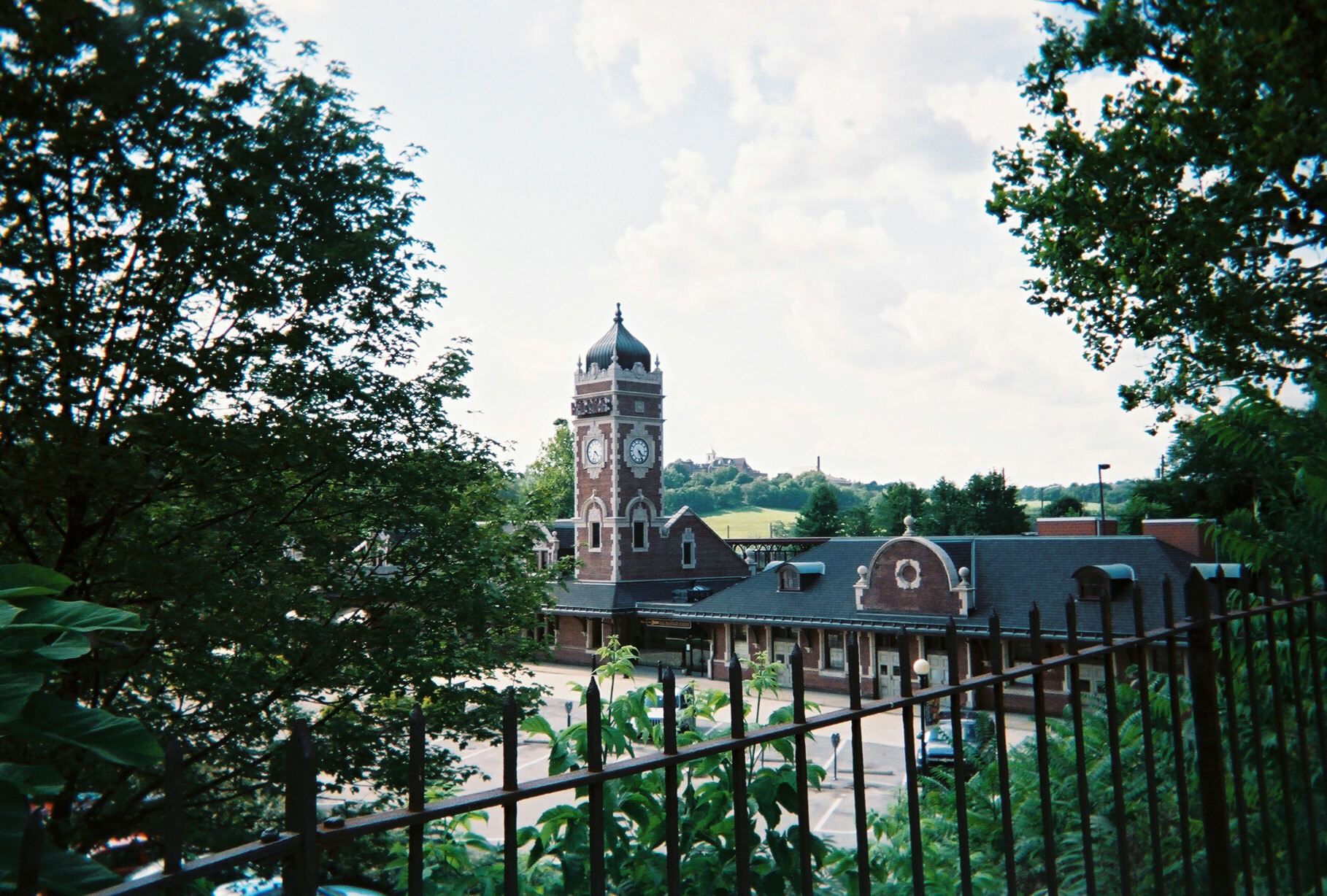
ペンシルバニアン通りからの画像
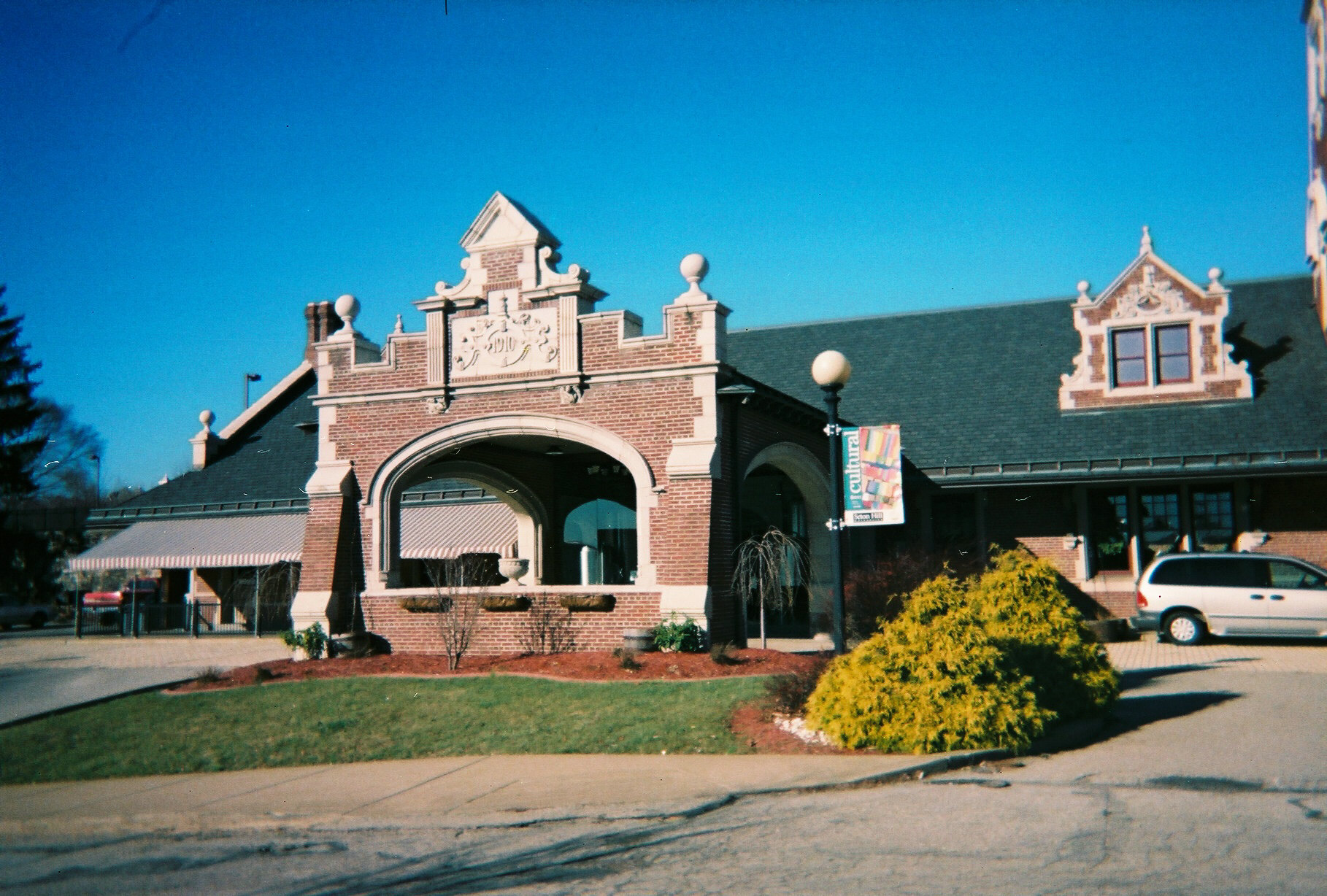
ポルチコ建築の駅
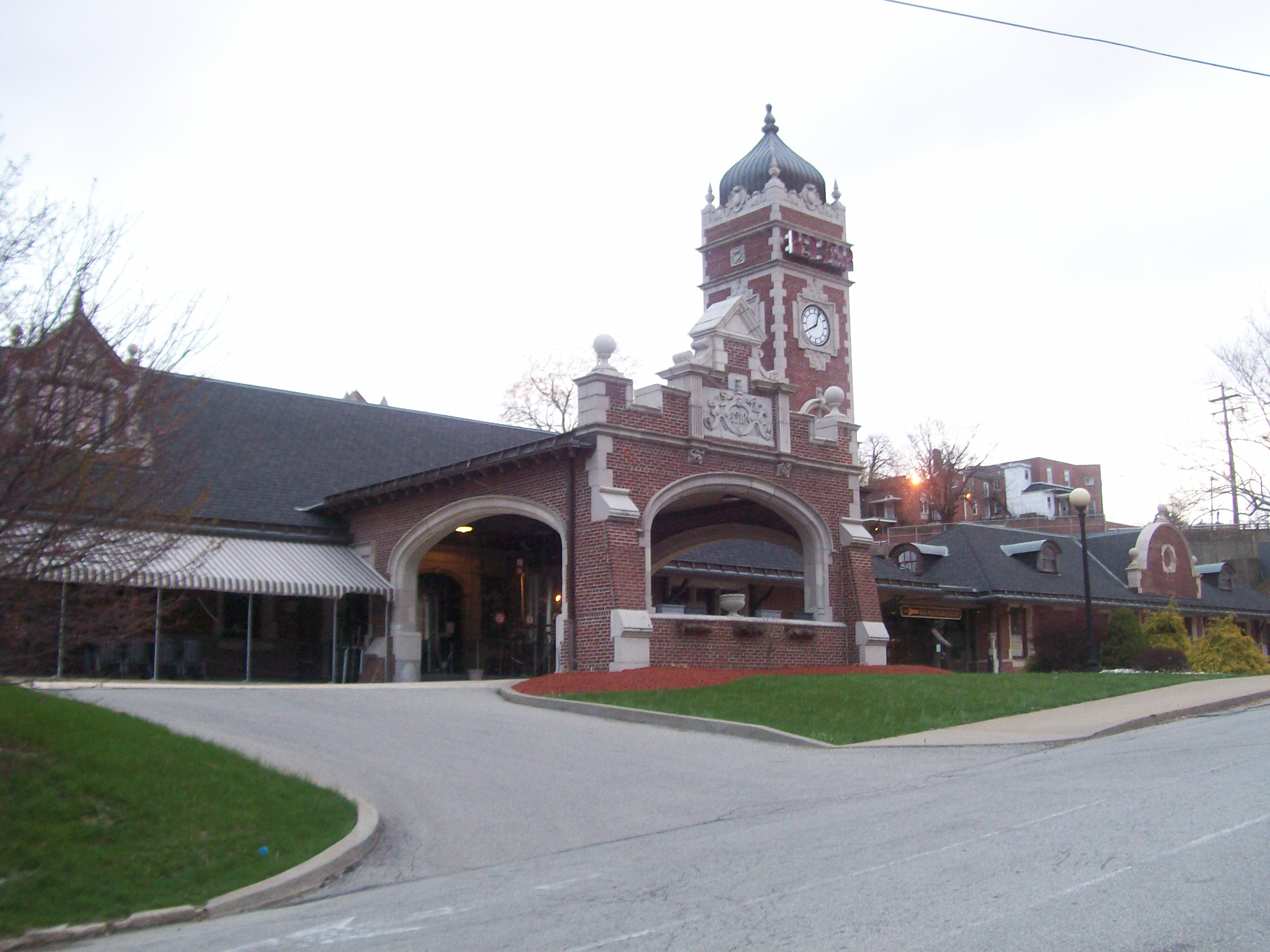
Ehalt通りとハリソン通りからの画像